# Victor de Plaisance
Victor de Plaisance (en italien, Vittorio di Piacenza) est un évêque italien du IVe siècle. Il fut reconnu saint par l'Église catholique. Il est fêté le 7 décembre.

## Biographie
Victor est né vers la fin du IIIe siècle ou au début du IVe siècle certainement en Italie. Il devint évêque de la ville de Plaisance et après les grandes persécutions antichrétiennes, il lutta contre l'hérésie des Ariens. Victor meurt en 375.

## Postérité
Il fut proclamé comme saint par l'Église catholique. Il est liturgiquement commémoré le 7 décembre. 

## Sources
- [réf. souhaitée]